# Carmelo Samonà
Carmelo Samonà (Palermo, 17 marzo 1926 – Roma, 17 marzo 1990) è stato un ispanista e scrittore italiano.

## Biografia
Proveniente dalla famiglia aristocratica siciliana Samonà, era figlio dell'architetto Giuseppe Samonà. Si stabilì a Roma  nel 1936 e si laureò in lettere, alla Sapienza, nel 1948.

### Attività accademica
Dal 1961 insegnò letteratura spagnola all'Università "La Sapienza" di Roma al Magistero, e dal 1978 a Lettere, dedicandosi in particolare a quella del Seicento. Come ispanista, si ricorda, fra le altre, l'opera La letteratura spagnola dal Cid ai Re Cattolici (con Alberto Varvaro, 1972). 
Nel 1973 promosse la costituzione dell’Associazione ispanisti italiani.
Dal 1976 collaborò con il quotidiano la Repubblica con articoli sulla letteratura moderna spagnola e ispanoamericana.
Accademico dei Lincei dal 1987, ottenne il premio Juan Carlos dell'Accademia spagnola (1984).

### Scrittore
Viene ricordato anche come scrittore (il suo esordio nel 1978), in particolare per due romanzi di successo, pubblicati da Einaudi:  Fratelli (prima opera, parzialmente autobiografica) e Il custode (1983). Fratelli racconta il rapporto della voce narrante con il fratello affetto da una malattia mentale (nella realtà, si tratta del rapporto di Samonà con il figlio); è stato vincitore del Premio Mondello e finalista del Premio Strega nel 1978, finalista nel 1985 al Premio Bergamo e vincitore nel 2002 del Premio Pozzale Luigi Russo. Il romanzo è stato successivamente ripubblicato da Garzanti e inserito nella collana “Gli elefanti” e nel 2002 pubblicato da Arnoldo Mondadori Editore, nell'opera omnia dal titolo "Fratelli" e tutta l'opera narrativa a cura e con una prefazione di Francesco Orlando. 
Oltre ai due romanzi, Samonà scrisse il racconto Casa Landau (Garzanti, 1990) e il testo teatrale Ultimo seminario.

## Opere

### Saggistica
- Profilo di storia della letteratura spagnola, Veschi, Roma, 1960.
- Calderon nella critica italiana, Feltrinelli, Milano 1960
- Studi sul romanzo sentimentale e cortese nella letteratura spagnola del Quattrocento, vol. I, Carucci editore, Università di Roma, Roma, 1960.
- La letteratura spagnola dal Cid ai Re cattolici, in collaborazione con Alberto Varvaro, Sansoni-Accademia, Firenze-Milano, 1972.
- Della letteratura spagnola degli Secoli d'Oro, in collaborazione con Guido Mancini, Francesco Guazzelli, Alessandro Martinengo, Sansoni-Accademia, Firenze-Milano, 1973.
- Ippogrifo violento (Studi su Calderòn, Lope e Tirso), prefazione di Mario Socrate, Garzanti, Milano, 1990.

### Narrativa
- Fratelli, Einaudi, Torino 1978; Garzanti, Milano 1991; UTET, Torino 2006, con prefazione di Domenico Starnone
- Il custode, Einaudi, Torino 1983; Garzanti, Milano 1993
- Casa Landau, con nota editoriale di Francesco Orlando, Garzanti, Milano 1990
- Fratelli e tutta l'opera narrativa, a cura di Francesco Orlando, Mondadori, Milano 2002 [contiene Fratelli, Il custode, Casa Landau, la novella L'esitazione, il testo teatrale Ultimo seminario e le prose di Cinque sogni]
- Fratelli, con un saggio di Francesco Orlando, Sellerio, Palermo 2008